# Thomas Kibble Hervey
Thomas Kibble Hervey (* Paisley, Escócia, 4 de Fevereiro de 1799 † Kentish Town, Londres, 27 de Fevereiro de 1859), foi poeta, editor, jornalista e crítico britânico.  Foi autor e editor de inúmeras obras com antologias poéticas, além de obras biográficas, incluindo vários volumes sobre Napoleão Bonaparte, o Duque de Wellington e o almirante Nelson.

## Biografia
Era filho de James Hervey, negociante de carne seca e produtos salgados.  Em 1803 veio para Manchester, sendo ele educado na escola de gramática dessa cidade.  Estudou no Colégio Trinity, em 1818, na cidade de Cambridge, mas não se formou em direito, permanecendo dois anos nessa cidade.  Aí ele publicou alguns poemas e exerceu a função de advogado.  Em seguida, transferiu-se para Londres onde publicou uma segunda edição dos seus poemas "Australia", em 1824. Seu poema muito popular "O navio dos condenados apareceu pela primeira vez no "Souvenir Literário" em 1825.
Em 1826-27 editou "Friendship's Offering" e o "Amaranth" em 1839.  Em 1827 migrou para Paris, mas logo retornou em circunstâncias desfavoráveis.  Durante algum tempo escreveu para o "Dublin Review".  Depois de contribuir durant muitos anos para o "Athenaeum", ele foi nomeado único editor desse jornal em 23 de Maio de 1846, cujo cargo ele renunciou no final de 1853, em razão de problemas de saúde.  Ele era um crítico de arte convicto e também de literatura, tendo escrito com frequência para o "Art Journal".
Em 17 de Outubro de 1843 casa com Eleanor Louisa Montagu (1811-1903) que também era poetisa of renomada. Hervey era um companheiro espirituoso e extremamente brilhante, e segundo seu irmão, era um espírito extremamente eloquente.  Morreu no dia 27 de Fevereiro de 1859 em Kentish Town, Londres, sendo sepultado no cemitério Highgate.

## Família
- Frederick Conway Montagu (1805-1901), filho
- James Augustus Montagu - (* 1810), filho

## Obras principais
- The poetical sketch book (1829)
- The book of Christmas (1836)
- The English Helicon (1841), antologia de poemas pastorais da era elisabetana.
- Os poemas de T. K. Hervey, foram editados pela sua esposa em memória (1866)
- Prometheus - Thomas Kibble Hervey, 1832, poema
- Ilustrações da Escultura Moderna
- The Devil's Progress - 1849